# 岡崎つぐお
岡崎 つぐお（おかざき つぐお、1960年〈昭和35年〉4月23日 - ）は、日本の漫画家。東京都渋谷区出身。

## 来歴・人物
中学時代野球部に在籍していた経験を活かし、野球に詳しいという条件で17歳の時にあや秀夫の制作アシスタントに採用される。その後勧誘を受け専属アシスタントを約2年経験したのちに初めて小学館に持ち込んだ32頁の短編作品が第6回『小学館新人コミック大賞』少年まんが部門・特選に入賞する。
1980年、『週刊少年サンデー』第27号・6月29日号（小学館）に入賞作『2年A組星子先生』が掲載され漫画家デビューを果たす。
デビュー後しばらくは引き続き『週刊少年サンデー』で活躍した。代表作は『ただいま授業中!』『ジャスティ』『ラグナロック・ガイ』『あそびじゃないの』など。
その後、デジタルコミックも手掛け、1998年刊行の『ウェブコミックス』vol.1（ソフトバンク）に「カイン11」が掲載された。2011年、「Web Magazine KATANA」で『ジャスティ～ネオランビス編』が始まった。
女優の清水まゆみは叔母（母の妹）。

## 作品リスト
- ただいま授業中!（『週刊少年サンデー』、1980年 - 1983年）
- ジャスティ（『週刊少年サンデー増刊号』、1981年 - 1984年）
  - ジャスティ ネオランビス編（『Web Magazine KATANA』、2011年 - 2015年）
- 春美120%（『週刊少年サンデー』、1983年 - 1984年）
- ラグナロック・ガイ（『週刊少年サンデー』、1984年 - 1985年）
- ライジング・ファイタータケル（『月刊少年キャプテン』、1985年 - 1987年）
- どきどきハートビート（『週刊少年サンデー』、1986年 - 1987年）
- ミッドナイトゾーン・岡崎つぐおバラエティー傑作短篇集（東京三世社、1988年）
- とりたて一番!（『バーガーSC』（スコラ）、1991年）
- 超時空要塞マクロスII（『週刊少年サンデー増刊号』、1992年）
- あそびじゃないの（『ファミコン通信』、1992年 - 1994年、作画担当・作：宮岡寛）
- カイン11（『ウェブコミックス』vol.1、ソフトバンク、1998年）
- Eチェイサー（電気通信振興会 、2002年）
- メタル・バック（『月刊コミックNORA』）
- 以蔵（原作：桜井和生）
- プリマス A PLOT OF NIGHTMARE（『ヒーロークロスライン』、2007年 - 2009年）
- サキュバス<夢魔>（『Web Magazine KATANA』、2011年）
  - サキュバスII（『Web Magazine KATANA』、2011年）
- サイボーグ009 BGOOPARTS DELETE（『チャンピオンRED』、2019年 - 2022年、全35話、原作：石ノ森章太郎）

読み切り
- 2年A組星子先生（『週刊少年サンデー』、1980年6月29日号[5]）※デビュー作
- ワックス・ドール （『月刊少年キャプテン』）
- ルパンのワイン大作戦 （原作：モンキー・パンチ、2010年、『ルパン三世officialマガジン』’10春）

## 師匠
- あや秀夫[6][7]。

## アシスタント
- 須本壮一（本そういち）